# Agelanthus crassifolius
Agelanthus crassifolius är en tvåhjärtbladig växtart som först beskrevs av Delbert Wiens, och fick sitt nu gällande namn av R. M. Polhill & D. Wiens. Agelanthus crassifolius ingår i släktet Agelanthus och familjen Loranthaceae. Inga underarter finns listade i Catalogue of Life.